# Selo fonográfico
Selo fonográfico é um tipo de marca utilizada no lançamento de fonogramas, tanto em mídias físicas como em digitais, no âmbito da indústria fonográfica. O termo também é utilizado como sinônimo de gravadora, devido ao fato de os fonogramas serem vendidos com selos que identificavam a gravadora que o produziu. Com este sentido, aplica-se especialmente às gravadoras independentes, que, normalmente, possuem, apenas, um único selo fonográfico homônimo pelo qual lançam seus fonogramas.

## Primeiros selos

### O início da comercialização de música gravada e os primeiros discos comercializados com selos
A história dos selos fonográficos confunde-se com a história das gravações propriamente distas, isto é, com a história dos registros fonográficos. Com a invenção do fonógrafo por Thomas Edison, em 1877, que, embora precedido por outras experiências e invenções, foi o primeiro aparelho que possibilitava a gravação e a reprodução de sons. Anos depois, em 1887, Emil Berliner inventou o gramofone, que utilizava discos ao invés de cilindros, como a invenção de Edison, superando dificuldades de armazenamento, durabilidade e custos, além de propiciar a sua produção em massa:
| “ | Com o formato de disco plano, são superadas as dificuldades do formato cilíndrico e os processos de produção passaram de semiartesanais para industriais. | ” |

Assim, em 1890, Berliner licencia sua invenção para uma fábrica alemã de brinquedos, para que esta comercialize bonecas falantes e versões em miniatura do gramofone, não obtendo êxito comercial. Somente em 1894, Berliner radica-se nos Estados Unidos e inicia a gravação e comercialização de música, através da fundação da Berliner Gramophone, em discos feitos de ebonite (na época conhecido como vulcanite, hoje este é o nome de um mineral) e utilizando-se do selo Gramophone.

### Canadá
No Canadá, os primeiros selos surgiram quando Beliner teve que cessar as atividades de sua empresa nos Estados Unidos devido a processos sobre patentes. Ele mudou-se para o Canadá e estabeleceu uma empresa por lá, comercializando discos da Victor Talking Machine Company e da Gramophone Company inglesa, utilizando os selos Angel e His Master's Voice.

### Reino Unido
No Reino Unido, o primeiro selo fonográfico é o selo Angel, da Gramophone Company, fundada por um parceiro de Berliner.

### Brasil
No Brasil, os primeiros discos começam a ser comercializados pela Casa ao Bogary, no Rio de Janeiro, importados da Gramophone Company inglesa, sendo chamados de "chapas" nos primeiros catálogos, e utilizando os selos Angel.